# Darwinia (romanzo)
Darwinia è un romanzo di fantascienza scritto da Robert Charles Wilson.

## Trama
L'Europa si trasforma in un continente selvaggio e negli USA tale fenomeno viene considerato un miracolo. La crisi spinge in molti a recarsi nel vecchio continente. Tra questi, Guilford Law, che scopre di avere un alter ego.